# Wayn Traub
Wayn Traub (Brussel, 27 december 1972) is een Vlaams theatermaker en regisseur. In zijn werk zoekt hij naar vormen van ritueel theater. Zelf verwijst hij naar zijn voorstellingen als cinema-opera, omdat theater, videobeelden en muziek met elkaar gecombineerd worden.
Wayn Traub (Geert Bové) brak internationaal door in 2002 met Maria-Dolores, het eerste deel van de Wayn Wash-trilogie, waarmee hij toerde in Europa. Later werd de voorstelling ook als film uitgebracht. 
Het tweede deel, Jean-Baptiste, maakte hij in 2004 bij Toneelhuis, een coproductie met Théâtre de la Ville, Parijs. Op het internationaal theaterfestival in Zürich kreeg Wayn Traub dat jaar de prijs voor meest beloftevolle theaterregisseur. Ook in Nederland ging de Vlaamse Reus 2004-2005, de publieksprijs van de Toneelschuur Haarlem, naar Jean-Baptiste. Het theaterconcert Le comeback de Jean-Baptiste (2006) en N.Q.Z.C. (2007) gingen in première in het Parijse Théâtre de la Ville. De film bij deel drie van de trilogie, Maria-Magdalena, werd grotendeels gedraaid in China. Gabriel Rios speelt een gastrol.
Eind 2009 verlaat Wayn Traub het Toneelhuis. 
Een heleboel objecten uit zijn voorstellingen, inclusief de naam 'Wayn Traub' zelf, werden verkocht via een veiling op 28 november 2009. 
Terug als Geert Bové richt hij het muziektheatergezelschap 'Service To Others' op.